# Teemu Sippo

Bischofswappen von Teemu Sippo

Teemu Jyrki Juhani Sippo SCI (* 20. Mai 1947 in Lahti, Finnland) ist finnischer Ordensgeistlicher und emeritierter römisch-katholischer Bischof von Helsinki.

## Leben
Teemu Sippo wurde in einer lutherischen Familie geboren. Im Jahr 1966 konvertierte er zur römisch-katholischen Kirche. Am 11. Oktober 1970 legte Sippo seine Profess in der Ordensgemeinschaft der Dehonianer ab. Die Priesterweihe empfing er am 28. Mai 1977, nachdem er zuvor an der Albert-Ludwigs-Universität Freiburg katholische Theologie studiert hatte. Seine von Karl Lehmann betreute Diplomarbeit schrieb er über „Das Prinzip des Protestantismus bei Paul Tillich“. Danach wirkte er in Helsinki und Jyväskylä. 2008 wurde er zum Diözesanadministrator der einzigen katholischen Diözese Finnlands bestellt, nachdem der bisherige Bischof Józef Wróbel SCI zum Weihbischof in Lublin ernannt wurde.
Papst Benedikt XVI. ernannte Teemu Sippo am 16. Juni 2009 zum Bischof von Helsinki. Damit wurde Sippo zum ersten gebürtigen Finnen, der das katholische Bischofsamt in Helsinki bekleidete. Die Bischofsweihe spendete ihm sein früherer akademischer Lehrer, der Mainzer Bischof Karl Kardinal Lehmann, am 5. September 2009 im Dom von Turku. Mitkonsekratoren waren sein Amtsvorgänger Józef Wróbel SCI, Weihbischof in Lublin, und Czeslaw Kozon, Bischof von Kopenhagen. Sein Wahlspruch ist „Christus fons vitae“ (Christus, Quelle des Lebens).
Papst Franziskus nahm am 20. Mai 2019 seinen vorzeitigen Rücktritt aus gesundheitlichen Gründen an.
Er ist Großprior der Statthalterei Finnland des Ritterorden vom Heiligen Grab zu Jerusalem.